# Glossoloma tetragonum
Glossoloma tetragonum är en tvåhjärtbladig växtart som beskrevs av Johannes von Hanstein. Glossoloma tetragonum ingår i släktet Glossoloma och familjen Gesneriaceae. Inga underarter finns listade i Catalogue of Life.

## Bildgalleri

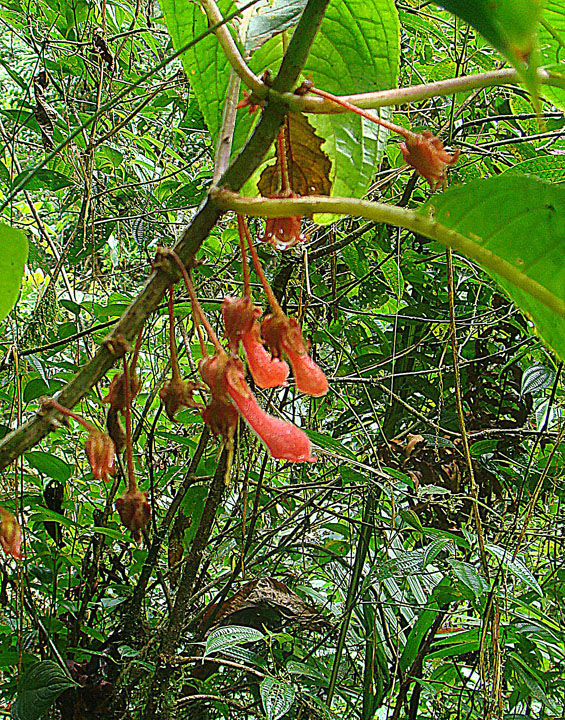